# Верхний лагерь
Верхний лагерь(англ. Summit Camp) — круглогодичная исследовательская станция в центре ледникового щита Гренландии (и в центре самого́ острова). Координаты меняются по мере движения льда (нынешние даны на июль 2009 г.), высота над уровнем моря — 3216 м. Население обычно составляет 5 человек зимой и до 55 летом.

Положение лагеря на схеме Северо-Восточного Гренландского национального парка

Станция поддерживается Полярной службой компании CH2M HILL, совместно с американским Национальным научным фондом. Для посещения станции необходимо разрешение датского полярного центра и правительства Гренландии.
Верхний лагерь был открыт в 1989 году для бурения ледникового щита, и 1 июля 1993 года было достигнуто ложе щита. С начала XXI века станция перешла на круглогодичный режим с населением зимой в 4—5 человек.

## География
Лагерь расположен на территории Северо-Восточного Гренландского национального парка примерно в 360 км к западу от восточного побережья, 500 км к востоку от западного (Сааттут, Уумманнак) и 200 км к северо-северо-востоку от места старого лагеря Eismitte. Ближайший город — Иллоккортоормиут в 460 км.
Лагерь состоит из Большого здания (главный корпус), Теплицы (исследовательский корпус), совмещенной с Berthing Module, где расположены гараж и генератор, Швейцарской башни (Swiss Tower), Палаточного городка (в летний период) и складов.
Климат арктический с летними температурами от 0 °C до −40 °C и зимними от −25 °C до −60 °C. Осадков в среднем за год выпадает в районе 200—300 мм.
Не являясь горной вершиной в прямом смысле этого слова, Верхний лагерь занимает 8-ю строчку в списке самых высоких гор Гренландии.

## Сообщение
Станция снабжается по воздуху летом самолетами C-130 из аэропорта Кангерлуссуак посадочным способом (снежная ВПП 4572×60 м создается специальным оборудованием, привозимым самолетом с лыжным шасси). Зимой сообщение редкое, затруднённое, с помощью небольших самолетов Twin Otter с лыжным шасси, используемым Air Greenland.

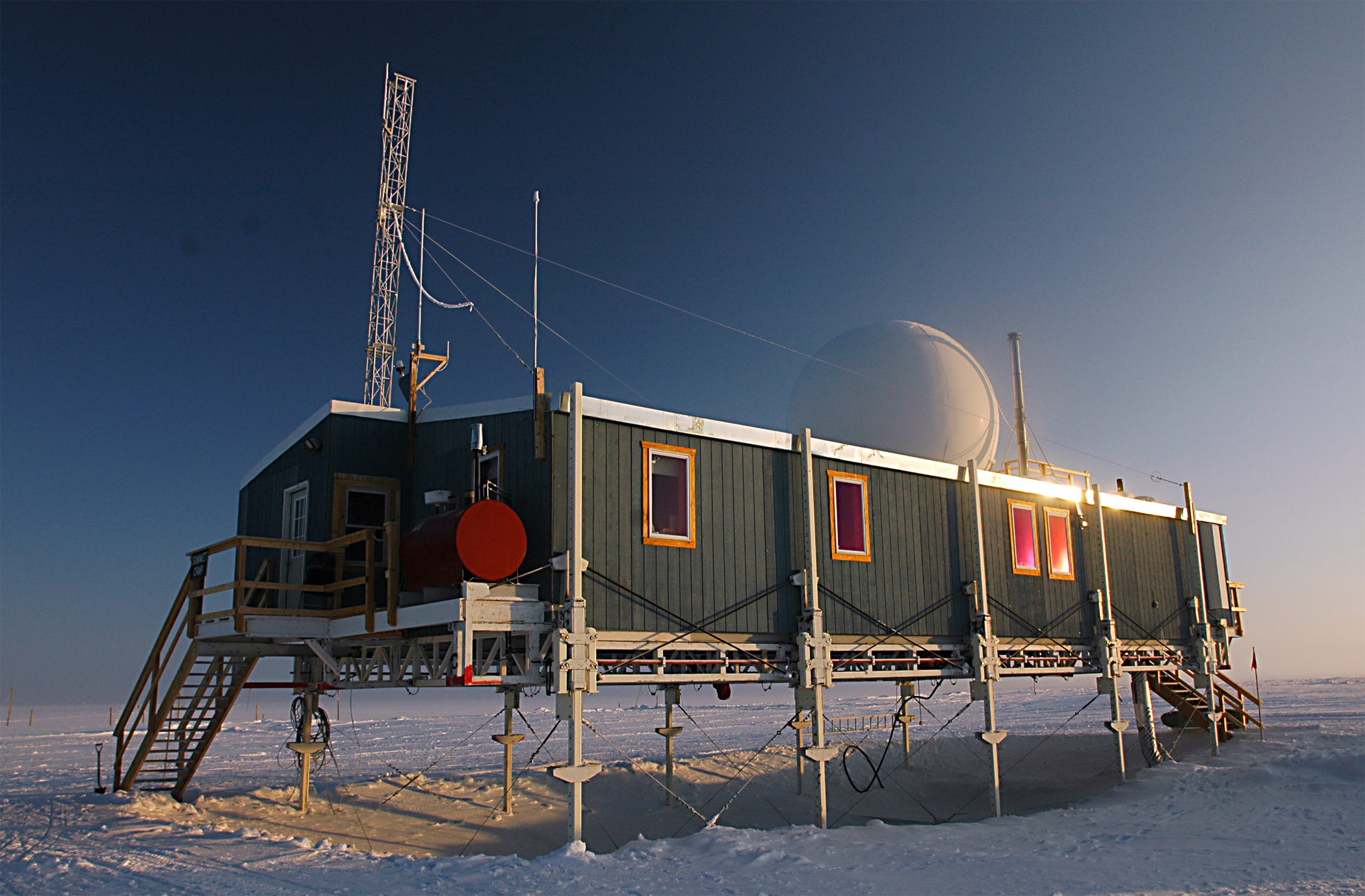
Жилое помещение станции